# إبهام أفحج
إبهام أفحج أو إصبع الحمامة أو إبهام القدم الأفحج (بالإنجليزية: Hallux varus)‏ وتُسمى أيضاً فرجة الصندل (بالإنجليزية: sandal gap)‏ هوَ تَشوه في مِفصل إصبع القدم الكَبير بحيث يَنحرف إبهام القدم إلى الجهة الوَسطية (الإنسية؛ أي نحوَ الخط المُنصف للجسم) بعيداً عن العظم المشطي الأول. عادةً ما يتحرك إبهام القَدم على المِحور العَرضي، وهُناك حالة مرضية تُسمى الوكعة تكون عَكس حالة الإبهام الأفحج. الإبهام الأفحج غير شائع في المُجتمعات الغَربية ولكنه يَشيع في الثقافات التي لا يزال السُكان فيها من غير حذاء.